# Jesse Green
Locksley Alphonso Green (Parrocchia di Saint James, 5 luglio 1948) è un cantautore, musicista di reggae e musica disco giamaicano.
È riconosciuto a livello internazionale per il successo musicale del 1976, "Nice & Slow". Ha poi interpretato altri due successi, Flip e Come With Me, ma in seguito ha perso popolarità nel mondo della musica.

## Successi
- Nice and Slow (1976)
- Flip (1976)
- Come With Me (1977)